# Juan Ignacio Di Marco
Juan Ignacio Pepe (Florida, Buenos Aires, 18 de octubre de 1993), más conocido como Juan Ignacio «Nacho» Di Marco, es un actor argentino. Desarrolló parte de su carrera en Perú, donde participó de las telenovelas Los Vílchez (2019-2020), Princesas (2020) y Junta de vecinos (2021-2022). En Argentina se dio a conocer por sus papeles en Golpe al corazón (2017-2018) y en la segunda temporada de Argentina, tierra de amor y venganza (2023).

## Biografía
Juan Ignacio Pepe nació el 18 de octubre de 1993 en Florida, Buenos Aires, pero creció en la localidad de Olivos. Es hijo de Marcos Pepe, un ingeniero y de Patricia Aguirre, una profesora de historia y psicóloga. Sus padres se separaron cuando Di Marco tenía 6 años. Tiene dos hermanos mayores y por parte del padre tiene un hermano menor. Desde temprana edad se interesó por la actuación y realizó algunos cursos de actuación, pero los abandonó por miedo a los prejuicios.
Luego de finalizar la escuela secundaria, Juan Ignacio ingresó a la Universidad de Ciencias Empresariales y Sociales (UCES) para estudiar la carrera de marketing y se recibió de licenciado en 2017. Durante ese tiempo, trabajó en una empresa multinacional, sin embargo, retomó las clases de teatro y comenzó a realizar sus primeros trabajos profesionales como actor.

## Carrera profesional
Di Marco inició su carrera en 2015, bajo su nombre verdadero Juan Ignacio Pepe, realizando una pequeña participación en la telenovela Esperanza mía de El trece, en la cual interpretó a un chico en el boliche que interactúa con Esperanza (Lali Espósito) luego de que lo confundiera con el Padre Tomás. Ese mismo año, formó parte del elenco de la obra teatral Fábrica de paz S.A. dirigida por Nahuel Ortiz Álvarez en el teatro El Piccolino. En 2016, Di Marco obtuvo su primer papel notable en la telenovela Los ricos no piden permiso de El trece, en la cual personificó a Gerónimo Uribe, un joven adinerado que se interesa por María Eugenia (Laura Laprida). Después, se unió a la obra teatral Clandestino (2016) estrenada en el teatro Columbia bajo la dirección de Cristhian Quiroga. En 2016, fue convocado para ser uno de los protagonistas de la comedia teatral 5 gays.com dirigida por Rafael Pence.
Luego, en 2017, Juan Ignacio apareció en la serie de televisión Once de Disney XD en el papel de James Pedriel, un jugador de fútbol profesional. Poco después, participó en Divina, está en tu corazón interpretando a Benjamín Pérez Zabala, un rugbier de clase social alta. Asimismo, realizó papeles de invitado en la telenovela Las Estrellas de El trece, donde jugó el rol de Fausto y en Kally's Mashup de Nickelodeon, en la cual encarnó a «Gigante». Seguidamente, quedó seleccionado para formar parte de la telenovela Golpe al corazón (2017-2018) de Telefe, en la cual interpretó a Bruno Rocamora, un instructor de manejo que empieza a desarrollarse como gigoló para ganar más dinero.
En 2018, Di Marco realizó una participación especial en la telenovela juvenil Simona de El trece, donde se puso en la piel de Francisco, un abogado homosexual que se interpone entre Junior y Blas. Ese mismo año, protagonizó la obra teatral Los prójimos poniéndose en el rol de Hugo, siendo dirigido por Nicolás Yannicelli en el teatro La Mueca. A fines de ese año, fue anunciado como uno de los nuevos integrantes de la comedia teatral ¿Qué fachamos? de Ezequiel Castillo en el teatro La Casona, donde personificó a Aníbal.
A finales del 2018, Juan Ignacio se trasladó a Perú para seguir desarrollando su carrera como actor. Es así, que logró conseguir el papel de Vicente «Bicho» Ugarte en la serie de comedia Los Vílchez de América Televisión. Al año siguiente, se unió al elenco principal de la telenovela romántica de fantasía Princesas (2020), donde personificó a Arturo Villarreal Castilla. Su siguiente papel fue en la serie de comedia Junta de vecinos (2021-2022), en la cual encarnó a Benjamín Pereira, un cineasta obsesivo. Durante ese mismo tiempo, Di Marco apareció en las películas de comedia Medias hermanas (2021) como Gaitán y en Cosas de amigos (2022) en el personaje de Julián Dolán, un chef multipremiado.
Luego de tres años y medio, Nacho regresó en 2022 a su país natal tras ser fichado para coprotagonizar la segunda temporada de la telenovela de época Argentina, tierra de amor y venganza de El trece, en donde personificó al pizzero Carlos «Charly» Lombardo, que vive un romance con la aspirante a vedette Ana Pérez Moretti (Justina Bustos). Después, fue convocado para integrar el elenco de la obra teatral Wasabi dirigida por Diego Ramos, en la cual interpretó a Damián en el Paseo La Plaza.

## Filmografía

### Cine
| Año  | Título                       | Papel        | Notas                           |
| ---- | ---------------------------- | ------------ | ------------------------------- |
| 2021 | El síndrome del corazón roto | Fabián       | Cortometraje                    |
| 2021 | Medias hermanas              | Gaitán       |                                 |
| 2022 | Cosas de amigos              | Julián Dolán |                                 |
| 2024 | Sube a mi nube               | Diego        |                                 |
| 2025 | No preguntes                 | Facundo      | También como productor asociado |

### Televisión
| Año       | Título                               | Papel                                   | Notas                                    |
| --------- | ------------------------------------ | --------------------------------------- | ---------------------------------------- |
| 2015      | Esperanza mía                        | Chico en el boliche                     | Episodio: «El recuerdo se hace presente» |
| 2016      | Los ricos no piden permiso           | Gerónimo Uribe                          |                                          |
| 2017      | Once                                 | James Pedriel                           |                                          |
| 2017      | Divina, está en tu corazón           | Benjamín Pérez Zabala                   |                                          |
| 2017      | Las Estrellas                        | Fausto                                  |                                          |
| 2017      | Kally's Mashup                       | «Gigante»                               |                                          |
| 2017-2018 | Golpe al corazón                     | Bruno Rocamora                          |                                          |
| 2018      | Simona                               | Francisco                               |                                          |
| 2019-2020 | Los Vílchez                          | Vicente «Bicho» León de la Torre Ugarte |                                          |
| 2020      | Princesas                            | Arturo Villarreal Castilla              |                                          |
| 2021-2022 | Junta de vecinos                     | Benjamín Pereira                        |                                          |
| 2023      | Argentina, tierra de amor y venganza | Carlos «Charly» Lombardo                |                                          |
| 2024-2025 | Nina de azúcar                       | Ramiro «El Jaguar» Morán del Trigo      |                                          |
| 2024-2025 | Nina de azúcar                       | Pedro «El Lobo» Jiménez                 |                                          |
| 2025      | Brujas                               | Arturo Villarreal Castilla              |                                          |
| 2025      | El gran chef famosos                 | Participante                            | 3.er eliminado (Temporada 14)            |

### Web
| Año  | Título           | Papel          | Plataforma     |
| ---- | ---------------- | -------------- | -------------- |
| 2019 | Mi futura cuñada | Peter          | FWTV           |
| 2020 | El reencuentro   | Leandro        | Geluk Cinema   |
| 2025 | Bon Vivant       | Bastian Gueler | The Eleven Hub |

### Videos musicales
| Año  | Video            | Artista  |
| ---- | ---------------- | -------- |
| 2017 | «Amor prohibido» | MYA      |
| 2019 | «Lero lero»      | Mia Mont |

## Teatro
| Año       | Título                       | Papel                 | Lugar                               |
| --------- | ---------------------------- | --------------------- | ----------------------------------- |
| 2015      | Fábrica de paz S.A.          | Fantasma              | Teatro El Piccolino                 |
| 2016      | Clandestino                  | Hernán                | Teatro Columbia                     |
| 2016-2017 | 5 gays.com                   | Juan                  | Teatro Buenos Aires                 |
| 2018      | Los prójimos                 | Hugo                  | Teatro La Mueca                     |
| 2018      | ¿Qué fachamos?               | Aníbal                | Teatro La Casona                    |
| 2023-2024 | Wasabi                       | Damián                | Paseo La Plaza                      |
| 2025      | Legalmente rubia, el musical | Warner Huntington III | Teatro Auditorio Mario Vargas Llosa |

## Premios y nominaciones
| Año  | Organización  | Categoría   | Trabajo        | Resultado | Ref(s) |
| ---- | ------------- | ----------- | -------------- | --------- | ------ |
| 2025 | Premios Luces | Mejor actor | Nina de azúcar | Nominado  | [ 20 ] |